# Super Ghouls 'n Ghosts
Super Ghouls 'n Ghosts, ou Choh Makaimura (超魔界村) au Japon, est un jeu vidéo de plates-formes, développé par Capcom, et sorti sur Super Nintendo en 1991. Un portage est sorti sur Game Boy Advance en 2002.
Super Ghouls 'n Ghosts est publié au Japon le 4 octobre 1991,, le 28 novembre 1991 en Amérique du Nord puis en octobre 1992 pour l'Europe,,,.

## Trame
Par une chaude soirée, le chevalier Arthur se rend auprès de sa bien-aimée, la Princesse Guinevere. Alors qu'une fête bat son plein hors des murs du château, une menace s'agite dans l'ombre. Un orage gronde, des éclairs lacèrent le ciel, une vitre vole en éclats : un démon (Sardius, l'Empereur du Diable) est venu enlever Guinevere. La tâche du joueur consistera à parcourir les 7 niveaux traversant le Royaume des Goules afin de combattre le « répugnant souverain du pays interdit ».

## Système de jeu
Super Ghouls 'n Ghosts est jeu vidéo à défilement horizontal, le personnage se déplace de gauche à droite. Le joueur incarne Arthur, qui rencontrera différentes créatures à éliminer à l'aide d'une des 8 armes disponibles (7 sont disponibles tout au long du jeu, la huitième n'étant disponible que dans la seconde partie). Ses mouvements sont identiques mais il ne peut plus tirer vers le haut, il gagne en revanche un double-saut.
Toutes les armes sont des projectiles, elles se composent notamment de poignards, de hachettes, d'arbalètes et de torches. Elles possèdent des vitesses, trajectoires et puissances variables. De plus, il est possible au joueur d'obtenir une version plus puissante de son arme en trouvant une armure de bronze,. Une armure d'or permet d'invoquer une magie, spécifique pour chaque arme.
Super Ghouls 'n Ghosts contient 8 niveaux au total, les 5 premiers niveaux se déroulent dans des lieux variés, tels que des cimetières, des cavernes de flamme, l'estomac de la Ghoule, un vaisseau fantôme ou encore dans le monde des glaces,,,. Les trois derniers niveaux laissent place aux zones du château de Sardius : le château de l'empereur, le couloir des goules et la salle du trône.

## Développement

### Histoire
Suite de Ghouls 'n Ghosts, Super Ghouls 'n Ghosts en reprend les traits principaux avec quelques nouvelles spécificités.
Le joueur incarne une fois de plus le preux Arthur, chevalier servant de la princesse Guinevere dont l'enlèvement plonge le héros dans une quête à travers des niveaux plus glauques et ténébreux les uns que les autres. 
Bien qu'étant un des premiers jeux sur Super Nintendo, Super Ghouls 'n Ghosts en exploite déjà de nombreuses capacités : rotation de l'écran, zoom, fondu, musiques, décors mobiles et animés, etc.

### Portages
Super Ghouls 'n Ghosts est porté sur Game Boy Advance en France le 13 septembre 2002, la version GBA est similaire mais comporte une fonction pour sauvegarder le jeu et un mode « Arrange » qui inclut des niveaux inédits. Au Japon, le jeu sur Game Boy Advance se nomme Choh Makaimura R.
Le jeu se retrouve dans diverses compilations, en 1998 dans la compilation intitulée Capcom Generation 2 qui comprend les trois premiers jeux de la série Ghosts 'n Goblins, elle est publiée sur PlayStation et Sega Saturn.
En 2005, le titre se retrouve dans la compilation Capcom Classics Collection, publiée sur PlayStation 2 et Xbox En 2006, la PlayStation Portable ajoute la compilation Capcom Classics Collection Reloaded à son catalogue, avec toujours les trois premiers épisodes Ghosts 'n Goblins.

## Accueil
- Jeux vidéo Magazine : 11/20 (GBA)[19]